# Lejonkulan

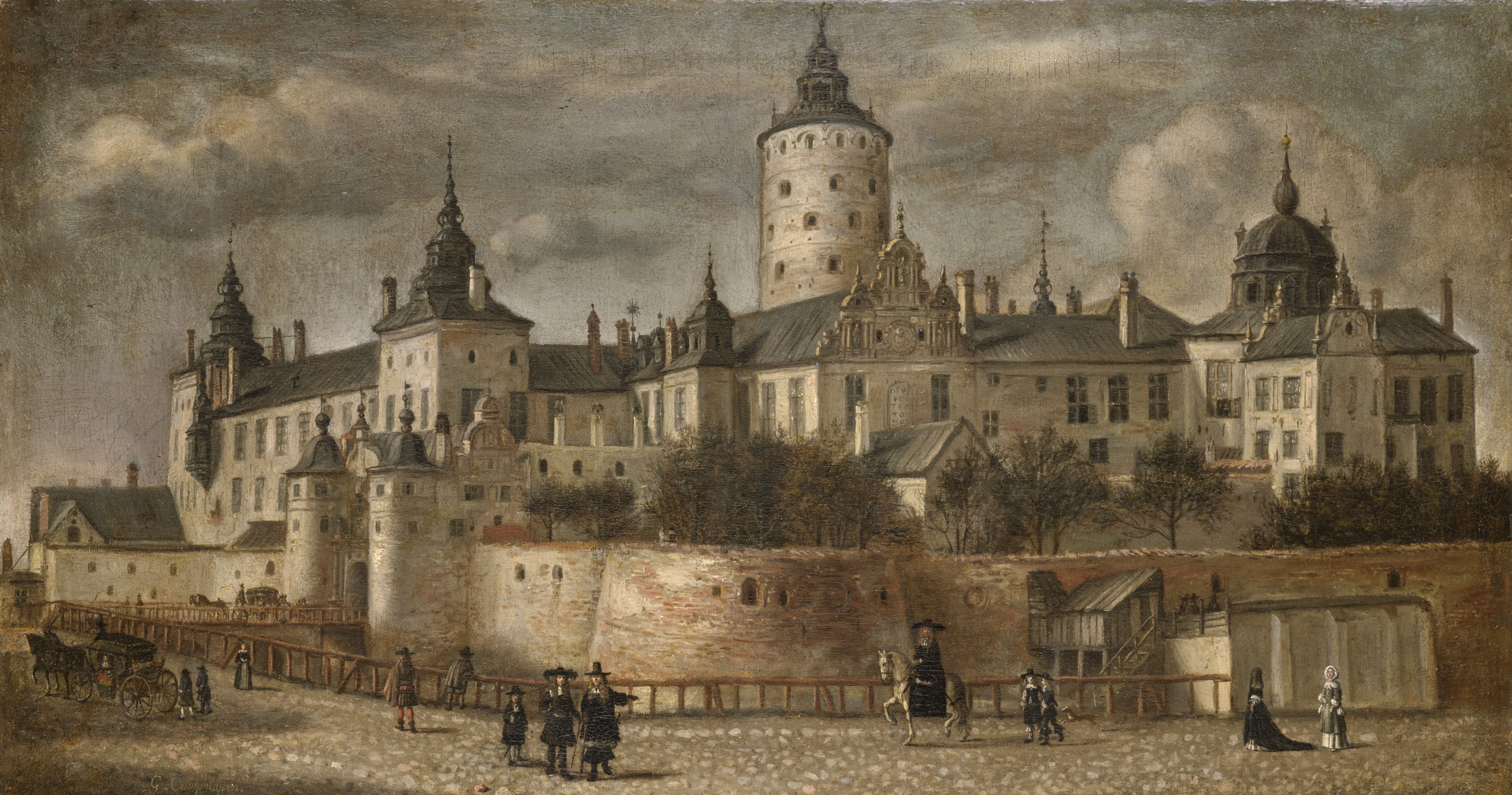
Slottet Tre Kronor med den ursprungliga Lejonkulan, från sydväst 1661
Tre Kronor från Slottsbacken av Govert Camphuysen

Lejonkulan var en historisk byggnad i anslutning till slottet Tre Kronor i Stockholm. Den fungerade som teater cirka 1667-1689. Den brukar räknas som den första teatern i Sverige, trots att Björngårdsteatern öppnade runt 1640. Det var också här den första svenska teatertruppen hade premiär 1686. Lejonkulan spelar en viktig roll i den svenska teaterhistorien. 
Lejonkulan har på senare tid återuppstått som teaterscen i Dramaten vid Nybroplan i Stockholm där entrén till scenen ligger vid Sibyllegatan.

## Historia
Lejonkulan uppfördes vid södra slottsgaveln vid slottet Tre Kronor år 1649 i tegel och korsvirke av Hans Christoff von Königsmarck. Den fungerade som bostad för ett lejon, som hade tagits som krigsbyte i Prag under trettioåriga kriget 1648, och kallades därför Lejonkulan. Byggnaden hade en lejongård och ett lejonhus med två stallar, en bostad för lejonvakten och en vind. Lejonet hade skänkts av drottning Kristina och betraktades som en stor sevärdhet och symbol för svenskarnas segrar i kriget. 1650 inreddes en djurhetsningsarena med överbyggt tak och åskådargalleri runt muren kring lejongården, där lejonet hetsades mot andra djur inför publik. Det användes på detta vis under Kristinas kröningsfestligheter i oktober samma år. 
Lejonet avled och flåddes i mars 1663. Byggnaden och dess överbyggda arena med åskådarplatser användes en tid som ridbana för Karl XI och därefter som teater. En rustkammare, med bostad för rustmästaren, inreddes också i byggnaden 1666 och fanns kvar åtminstone till 1687. 
Byggnaden inreddes permanent till teater under januari-mars 1667 och invigdes som officiellt som "Comedianthuusset uti Lejon Kuhlan" 25 februari. Premiären hölls av ett holländskt teatersällskap under beskydd av riksänkedrottning Hedvig Eleonora. Det finns få beskrivningar av hur teatern var inredd. En sida av salongen reserverades för kungliga hovet, där åskådarraderna ordnats i åtminstone två rader ovanför varandra. Det är möjligt att inredningen och scenen åtminstone de första åren var monterbar och inte fast. Det är troligt att Lejonkulan hade en tvådelad alternationscen med mellanridå och hissapparatur. Sceninredning var mycket enkel och grundläggande och betraktades inte som en permanent teater. 
Den byggnad som identifierats som Lejonkulan på Govert Camphuysens kända målning var troligen avmålad i fel proportion: på tavlan ger huset intryck av att vara alltför litet för att kunna inrymma både teater, rustkammare, vedbod, kulstöperi och bostad. Enligt beräkning ska Lejonkulan ha varit ungefär 50 meter lång och 10-12 meter bred. Den var därmed i själva verket dubbelt så stor som Lilla Bollhuset och nästan dubbelt så stort som Stora Bollhuset.     
Lejonkulan som teaterlokal har i historien ofta blandats samman med de två bollhusen vid slottet, som också till och från användes som teaterlokaler under samma period. Det råder en viss oklarhet kring teaterverksamheten, eftersom Lejonkulan, Lilla Bollhuset och Stora Bollhuset parallellt användes som teaterlokaler av kringresande teatersällskap som gästade Stockholm under denna tid. Jan Baptista van Fornenbergs holländska teatersällskap uppträdde i Lilla Bollhuset 1666 och invigde teatern i Lejonkulan 1667. Sällskapet tecknade därefter ett kontrakt om att årligen uppträda för det svenska hovet, och de antas ha gjort det åtminstone åren 1671, 1672-73, och 1673-75. Under perioden 1675-79 upphörde teaterverksamheten i Sverige på grund av kriget, eftersom det under denna epok var vanligt att vägra tillstånd för teaterverksamhet under krigstid liksom vid kungliga personers bortgång. 1680 började återigen teatertillstånd ufärdas i Sverige. Bland de sällskap som besökte Stockholm under denna tid fanns Johann Christoffer Loner (som också uppträdde i Estland) 1662-64 och 1668-69, Johann August Ulich 1668 och 1696-97, David Müllstreich 1686-87 och 1691, Sebastiano di Scio, (aktiv vid hovet i Hannover) 1688-89 och 1695-96. För dessa bör Lejonkulans teater ha varit stängd efter 1686 och Stora Bollhuset under 1689-91, medan Lilla Bollhuset var tillgängligt hela perioden: efter 1691 kan båda bollhusen ha använts.   
År 1686 hade den första professionella svenska (helmanliga) teatertruppen premiär i Lejonkulan. Studentteater hade spelats offentligt sedan 1571, utländska teatertrupper hade uppträtt i Sverige sedan 1592 och från 1620 fanns en dramabalett vid hovet, men någon riktig teater hade det inte funnits, förutom möjligen Björngårdsteatern, vars verksamhet är oklar. Urban Hiärnes tragedi Rosimunda uppfördes 1665 av studentamatörer i Uppsala, där Hiärne då studerade. Rosimunda var det första ofullkomliga försöket i Sverige till en klassisk tragedi med en fast knuten handling hos huvudpersonerna. När Urban Hiärne lämnade Uppsala upplöstes det av honom grundade amatörsällskapet. 1682 bildades ett nytt amatörteatersällskap, Dän Swänska Theatren, som hade så stor framgång, att det 1686 flyttades över till Stockholm. Det var nu under några år som huvudstaden för första gången fick en fast inhemsk teater i Lejonkulan i byggnaden vid den nuvarande Slottsbacken. 
Omkring år 1689 slutade Lejonkulan användas som teater och den svenska teatern flyttade nu över till Stora Bollhuset, som redan tidigare använts som teaterlokal ibland och som 1699 inreddes till en fast teater. Det har tidigare rått oklarhet kring när Lejonkulan som byggnad försvann. En vanlig teori var att den brann ned i samband med slottsbranden 1697. I själva verket blev byggnaden riven. Lejonkulan eldhärjades 1685: branden släcktes, och teatern användes i fyra år efter det, men händelsen gjorde att byggnaden dömdes ut som brandfarlig, och den revs därför i augusti 1689.

## Skådespelare och teatertrupper verksamma i Lejonkulan
Dessa trupper uppträdde troligen även i Bollhusteatern.  
Den Holländska Truppen 1667-1674
- Salomon Fino
- Jan Baptista van Fornenberg, 1624-1697.
- Helena Heusen, 1622-1680.
- Daniel Loodewicx
- Anna Parkar-Boonefaes
- Gertruyt Rijndorp-Boonefaes
- Dorotea van Fornenbergh

Den Holländska Truppen 1680-1684
- Jillis Nozeman
- Trial Parkar
- Jacob Sammers, 1632-1689.

Den Svenska Studenttruppen från Uppsala 1686-1691
Denna trupp, som kallades Dän Swänska Theatren, bestod av en grupp idealistiska studenter från förmögna familjer; då truppen avvecklades 1691 tillträdde de högre ämbeten, så som de blivit lovade från början. Truppen flyttade över till Stora Bollhuset år 1689.
- Olof Rudbeck den yngre, naturforskare, historiker, professor.
- Johan Celsius
- Isaak Börk, truppens direktör.
- Carl Johan Ollieqvisth
- Andreas Strömbergh
- Georg Törnqvist (Adlercreutz), aktör, författare och översättare.
- Johan Widman

### Fotnoter
1. ↑  Dramaten Arkiverad 21 januari 2011 hämtat från the Wayback Machine.